# 페카 린네
페카 패이비외 린네(핀란드어: Pekka Päiviö Rinne, 1982년 11월 3일 ~ )는 핀란드의 은퇴한 아이스하키 선수이다. 포지션은 골텐더이며, 현역 시절에 내셔널 하키 리그(NHL)의 내슈빌 프레더터스에서 뛰었다.